# New York Red Bulls 2022
 Questa voce raccoglie le informazioni riguardanti il New York Red Bulls nelle competizioni ufficiali della stagione 2022.

## Stagione
Quella del 2022 è la 27ª stagione consecutiva nel torneo di massima serie statunitense. Il percorso in coppa nazionale si è interrotto in semifinale a seguito della sconfitta subita per 5-1 contro l'Orlando City. La stagione regola termina al 6º posto nella classifica generale, posizione che permette al team di qualificarsi ai play-off per il tredicesimo anno consecutivo; al primo turno però vengono rimontati e sconfitti dal FC Cincinnati per 1-2, concludendo la stagione.

## Organico
| N. |                        | Ruolo | Calciatore            |
| -- | ---------------------- | ----- | --------------------- |
| 1  | Brasile (bandiera)     | P     | Carlos Miguel Coronel |
| 4  | Colombia (bandiera)    | D     | Andrés Reyes          |
| 6  | Stati Uniti (bandiera) | D     | Kyle Duncan           |
| 8  | Stati Uniti (bandiera) | C     | Frankie Amaya         |
| 9  | Polonia (bandiera)     | A     | Patryk Klimala        |
| 10 | Scozia (bandiera)      | C     | Lewis Morgan          |
| 11 | Brasile (bandiera)     | A     | Elias Manoel          |
| 12 | Stati Uniti (bandiera) | D     | Dylan Nealis          |
| 15 | Stati Uniti (bandiera) | D     | Sean Nealis           |
| 16 | Inghilterra (bandiera) | C     | Dru Yearwood          |
| 17 | Stati Uniti (bandiera) | A     | Cameron Harper        |
| 18 | Stati Uniti (bandiera) | P     | Ryan Meara            |
| 19 | Venezuela (bandiera)   | C     | Wikelman Carmona      |
| 21 | Stati Uniti (bandiera) | D     | Omir Fernandez        |

| N. |                        | Ruolo | Calciatore        |
| -- | ---------------------- | ----- | ----------------- |
| 22 | Stati Uniti (bandiera) | A     | Serge Ngoma       |
| 23 | Venezuela (bandiera)   | C     | Cristian Cásseres |
| 28 | Stati Uniti (bandiera) | A     | Zach Ryan         |
| 30 | Venezuela (bandiera)   | C     | Jesús Castellano  |
| 33 | Stati Uniti (bandiera) | D     | Aaron Long        |
| 37 | Stati Uniti (bandiera) | C     | Caden Clark       |
| 40 | Stati Uniti (bandiera) | P     | AJ Marcucci       |
| 47 | Stati Uniti (bandiera) | D     | John Tolkin       |
| 65 | Uganda (bandiera)      | D     | Steven Sserwadda  |
| 74 | Stati Uniti (bandiera) | A     | Tom Barlow        |
| 75 | Stati Uniti (bandiera) | C     | Daniel Edelman    |
| 82 | Brasile (bandiera)     | C     | Luquinhas         |
| 91 | Portogallo (bandiera)  | C     | Bento Estrela     |
| 98 | Camerun (bandiera)     | D     | Hassan Ndam       |

### Staff tecnico
Di seguito lo staff tecnico del NY Red Bulls aggiornato al 25 febbraio 2022.
- Denis Hamlett - Direttore sportivo
- Gerhard Struber - Allenatore
- Bernd Eibler - Allenatore in seconda
- Troy Lesesne - Allenatore in seconda
- Jyri Nieminien - Allenatore dei portieri
- Ivan Pierra - Preparatore atletico

## Calciomercato

### Sessione invernale
| Acquisti | Acquisti         | Acquisti    | Acquisti   |
| R.       | Nome             | da          | Modalità   |
| -------- | ---------------- | ----------- | ---------- |
| P        | Carlos Coronel   | Salisburgo  | definitivo |
| D        | Dylan Nealis     | Nashville   | definitivo |
| D        | Tom Edwards      | Stoke City  | prestito   |
| C        | Caden Clark      | RB Lipsia   | prestito   |
| C        | Luquinhas        | Salisburgo  | definitivo |
| C        | Lewis Morgan     | Inter Miami | definitivo |
| C        | Jesús Castellano | Yaracuyanos | definitivo |
| A        | Ashley Fletcher  | Watford     | prestito   |

| Cessioni | Cessioni          | Cessioni       | Cessioni      |
| R.       | Nome              | a              | Modalità      |
| -------- | ----------------- | -------------- | ------------- |
| P        | Luca Lewis        |                | svincolato    |
| P        | David Jensen      |                | svincolato    |
| D        | Kyle Duncan       |                | svincolato    |
| D        | Andrew Gutman     | Atlanta United | fine prestito |
| D        | Tom Edwards       | Stoke City     | fine prestito |
| C        | Sean Davis        |                | svincolato    |
| C        | Daniel Royer      |                | svincolato    |
| C        | Mandela Egbo      |                | svincolato    |
| A        | Fábio             | Oeste          | fine prestito |
| A        | Mathias Jørgensen |                | svincolato    |

### A stagione in corso
| Acquisti | Acquisti        | Acquisti       | Acquisti         |
| R.       | Nome            | da             | Modalità         |
| -------- | --------------- | -------------- | ---------------- |
| D        | Kyle Duncan     | Ostenda        | prestito         |
| C        | Serge Ngoma     | Academy        | Homegrown Player |
| C        | Tyler Pasher    | Houston Dynamo | definitivo       |
| A        | Ashley Fletcher |                | prestito         |
| A        | Elias Manoel    | Grêmio         | prestito         |

| Cessioni | Cessioni        | Cessioni   | Cessioni      |
| R.       | Nome            | a          | Modalità      |
| -------- | --------------- | ---------- | ------------- |
| D        | Jason Pendant   |            | definitivo    |
| D        | Lucas Monzón    | Danubio    | fine prestito |
| D        | Tom Edwards     | Stoke City | fine prestito |
| C        | Tyler Pasher    |            | svincolato    |
| A        | Ashley Fletcher |            | fine prestito |

## Risultati

### MLS
La MLS non adotta il sistema a due gironi, uno di andata e uno di ritorno, tipico in Europa per i campionati di calcio, ma un calendario di tipo sbilanciato. Nel 2022 il New York Red Bulls disputa due gare (andata e ritorno) contro sette squadre della propria conference, tre gare contro le altre sei squadre della propria conference, più due gare con altrettante squadre della Western conference.
| Arbitro: | D. Fischer |

|           |           |                                          |
| López 69’ | Marcatori | 45+1’ Klimala 72’ Fernandez 90+2’ Barlow |

| Arbitro: | R. Vazquez |

|             |           |                               |
| Jiménez 35’ | Marcatori | 17’, 24’, 40’ Morgan 42’ Long |

| Arbitro: | L. Szpala |

|  |           |              |
|  | Marcatori | 51’ Amarilla |

| Arbitro: | J. Dickerson |

|            |           |             |
| Barlow 84’ | Marcatori | 90+5’ Nagbe |

| Arbitro: | V. Rivas |

|  |           |                    |
|  | Marcatori | 90’ (aut.) Polster |

| Arbitro: | G. Gonzalez |

|               |           |                        |
| Fernandez 14’ | Marcatori | 71’ Camacho 81’ Quioto |

| Harrison 17 aprile 2022 7ª giornata | N.Y. Red Bulls | 0 – 0 referto | FC Dallas | Red Bull Arena (14 456 spett.)\| Arbitro: \| F. Bazakos \| |
| Arbitro:                            | F. Bazakos     |               |           |                                                            |

| Arbitro: | A. Chilowicz |

|  |           |                                                 |
|  | Marcatori | 26’ Luquinhas 48’ Cásseres 88’ (rig.) L. Morgan |

| Arbitro: | J. Freemon |

|                    |           |                           |
| Shaqiri 17’ (rig.) | Marcatori | 75’, 90+1’ (rig.) Klimala |

| Arbitro: | J. Dickerson |

|          |           |              |
| Long 67’ | Marcatori | 53’ Niezgoda |

| Arbitro: | R. Vazquez |

|            |           |               |
| Gazdag 47’ | Marcatori | 66’ Luquinhas |

| Arbitro: | T. Unkel |

|                                               |           |                                     |
| L. Morgan 20’ (rig.) Harper 58’ Klimala 90+1’ | Marcatori | 38’ Mueller 49’ Omsberg 89’ Shaqiri |

| Arbitro: | J. Freemon |

|                        |           |  |
| Lassiter 2’ Taylor 88’ | Marcatori |  |

| Arbitro: | A. Chapman |

|                                                    |           |            |
| Luquinhas 54’, 58’ L. Morgan 63’ Alfaro 90’ (aut.) | Marcatori | 87’ Kamara |

| Arbitro: | Gonzales Jr. |

|                          |           |  |
| Bender 45+4’ Jones 90+1’ | Marcatori |  |

| Arbitro: | R. Touchan |

|                            |           |  |
| L. Morgan 2’ Luquinhas 56’ | Marcatori |  |

| Arbitro: | J. Dickerson |

|                         |           |  |
| Arango 67’ Palacios 70’ | Marcatori |  |

| Arbitro: | A. Chilowicz |

|                                |           |              |
| L. Morgan 83’ (rig.) Ngoma 89’ | Marcatori | 75’ Martínez |

| Arbitro: | M. de Oliveira |

|  |           |          |
|  | Marcatori | 53’ Long |

| Arbitro: | R. Mendoza |

|             |           |                      |
| Vázquez 21’ | Marcatori | 29’ (rig.) L. Morgan |

| Arbitro: | C. Penso |

|  |           |                 |
|  | Marcatori | 69’ Castellanos |

| Arbitro: | G. Gonzalez Jr |

|                             |           |                                              |
| Driussi 45’, 69’ Finlay 81’ | Marcatori | 14’ Ngoma 26’ Yearwood 51’ Harper 65’ Barlow |

| Arbitro: | D. Fischer |

|                                                       |           |                                                           |
| Yearwood 6’ Long 9’ L. Morgan 58’ (rig.) Barlow 90+7’ | Marcatori | 21’ Rubio 38’ Rosenberry 77’ Warner 80’ Barrios 89’ Toure |

| Washington 7 agosto 2022 24ª giornata | D.C. United | 0 – 0 referto | N.Y. Red Bulls | Audi Field (16 258 spett.)\| Arbitro: \| P. Lauziere \| |
| Arbitro:                              | P. Lauziere |               |                |                                                         |

| Arbitro: | R. Vazquez |

|  |           |            |
|  | Marcatori | 17’ Torres |

| Arbitro: | T. Unkel |

|                |           |                          |
| Martínez 90+4’ | Marcatori | 11’ L. Morgan 15’ Tolkin |

| Arbitro: | I. Elfath |

|                    |           |            |
| Klimala 23’ (rig.) | Marcatori | 13’ Miazga |

| Arbitro: | F. Bazakos |

|                                 |           |             |
| L. Morgan 43’ Edelman 53’ Clark | Marcatori | 19’ Higuaín |

| Arbitro: | V. Rivas |

|  |           |               |
|  | Marcatori | 43’ L. Morgan |

| Arbitro: | T. Ford |

|  |           |                     |
|  | Marcatori | 48’ Uhre 74’ Gazdag |

| Arbitro: | A. Chilowicz |

|                                   |           |              |
| Cásseres 58’ L. Morgan 78’ (rig.) | Marcatori | 53’ McNamara |

| Arbitro: | A. Chapman |

|                          |           |  |
| Callens 1’ Rodríguez 23’ | Marcatori |  |

| Arbitro: | M. de Oliveira |

|                    |           |           |
| Etienne 89’, 90+3’ | Marcatori | 53’ Amaya |

| Arbitro: | R. Vazquez |

|                |           |  |
| Manoel 8’, 55’ | Marcatori |  |

#### Play-off
| Arbitro: | A. Chilowicz |

|               |           |                               |
| L. Morgan 48’ | Marcatori | 74’ (rig.) Acosta 86’ Vázquez |

### U.S. Open Cup
| Arbitro: | E. Constantine |

|             |           |                        |
| McGlynn 52’ | Marcatori | 18’ L. Morgan 25’ Long |

| Arbitro: | M. Franz |

|  |           |                                     |
|  | Marcatori | 45+3’ Luquinhas 48’ Tolkin 68’ Ryan |

| Arbitro: | E. Constantine |

|                                       |           |         |
| Klimala 2’ S. Nealis 63’ Barlow 90+2’ | Marcatori | 8’ Ríos |

| Arbitro: | M. Thompson |

|                                          |           |  |
| Morgan 52’ Luquinhas 70’ Fernandez 90+1’ | Marcatori |  |

| Arbitro: | V. Rivas |

|                                                     |           |              |
| Araújo 45+4’, 62’ Pereyra 47’ Torres 75’ Michel 84’ | Marcatori | 45+1’ Morgan |

## Statistiche

### Statistiche di squadra
| Competizione             | Punti | In casa | In casa | In casa | In casa | In casa | In casa | In trasferta | In trasferta | In trasferta | In trasferta | In trasferta | In trasferta | Totale | Totale | Totale | Totale | Totale | Totale | DR  |
| Competizione             | Punti | G       | V       | N       | P       | Gf      | Gs      | G            | V            | N            | P            | Gf           | Gs           | G      | V      | N      | P      | Gf     | Gs     | DR  |
| ------------------------ | ----- | ------- | ------- | ------- | ------- | ------- | ------- | ------------ | ------------ | ------------ | ------------ | ------------ | ------------ | ------ | ------ | ------ | ------ | ------ | ------ | --- |
| Major League Soccer      | 53    | 16      | 6       | 5       | 5       | 26      | 22      | 18           | 9            | 3            | 6            | 24           | 21           | 34     | 15     | 8      | 11     | 50     | 41     | +9  |
| Play-off                 |       | 1       | 0       | 0       | 1       | 1       | 2       | -            | -            | -            | -            | -            | -            | 1      | 0      | 0      | 1      | 1      | 2      |     |
| Lamar Hunt U.S. Open Cup |       | 2       | 2       | 0       | 0       | 6       | 1       | 3            | 2            | 0            | 1            | 6            | 6            | 5      | 4      | 0      | 1      | 12     | 7      | +5  |
| Totale                   | -     | 19      | 8       | 5       | 6       | 33      | 23      | 21           | 11           | 3            | 7            | 30           | 27           | 40     | 19     | 8      | 13     | 63     | 50     | +13 |